# 免疫逃避
免疫逃避是指宿主（尤其是人类）的免疫系统无法对病原体作出反应，即宿主的免疫系统不再能够识别和消灭病原体（例如病毒）。不同的抗原能够透过不同的机制讓宿主的免疫系统失效。例如非洲锥虫能够直接消滅宿主的抗体。 百日咳杆菌通过抑制中性粒细胞和巨噬细胞来阻止免疫系统作出反应。 